# Saison 2017-2018 de l'AB Chartres
La saison 2017-2018 de l'Avenir Basket Chartres est la cinquième du club en Ligue féminine 2, second échelon du basket-ball féminin français.
Les Chartraines arrivent huitième ne se sauvant lors de la dernière journée et sont éliminées en quart-de-finale de play-off.

## Effectif
C'est un groupe remodelé à près de 50% qui entame la saison 2017-2018. Six des joueuses qui ont hissé le club en finale du championnat la saison précédente sont parties. Benoît Marty, qui attaque sa troisième campagne à la tête de cette équipe, reconstruit autour des quelques piliers de la maison chartraine, à l'image de l'Américaine Tiffany Clarke, de l'arrière Swanne Gauthier ou de la jeune ailière Mathilde Combes. Pour compenser les départs, le technicien chartrain est allé chercher une joueuse au "CV Ligue féminine", l'arrière Touty Gandega (Basket Landes), ainsi qu'une intérieure polyvalente rompue à la L2, Alice Nayo (Toulouse). Fidèle à ses habitudes, Marty a aussi parié sur la jeunesse. Il a recruté Axelle Rousseau (Basket Landes), une intérieure de 20 ans estampillée équipe de France. La dernière recrue était déjà au club : la pivot serbe Milena Marjanovic, qui vient de passer une saison à l'infirmerie pour soigner une rupture des ligaments croisés.
Début janvier 2018, Réjane Vérin renforce l'équipe, plombé par de nombreuses blessures.

## Compétitions

### Championnat
En 2017-2018, malgré le départ de Magali Mendy, le club se montre ambitieux pour la saison prochaine et vise les demi-finales de play-off après un recrutement à la hauteur.
Pour autant, l'AB Chartres vit une saison très compliquée, où les blessures s'accumulent. À un mois et demi de la fin de la saison régulière, l'équipe était relégable. Elle obtient quatre victoires sur les cinq derniers matches, pour obtenir sa qualification pour les play-offs lors de la dernière journée. Face au premier Landerneau, l'ABC s'incline en quart de finale.
| Rang | Équipe                            | Pts   | J  | G    | P  | Pp   | Pc   | Diff |
| ---- | --------------------------------- | ----- | -- | ---- | -- | ---- | ---- | ---- |
| 7    | Saint-Paul Rezé P                 | 31    | 22 | 9    | 13 | 1324 | 1409 | -85  |
| 8    | Chartres F (3-1, +31)             | 30    | 22 | 8    | 14 | 1342 | 1398 | -56  |
| 9    | Calais (3-1, +4)                  | 30 -1 | 22 | 9 -1 | 12 | 1246 | 1388 | -142 |
| 10   | Arras (0-4, -35)                  | 30    | 22 | 8    | 14 | 1172 | 1336 | -164 |
| 11   | Strasbourg Illkirch-Graffenstaden | 28    | 22 | 6    | 16 | 1320 | 1475 | -155 |
| 12   | Centre fédéral                    | 27    | 22 | 5    | 17 | 1191 | 1419 | -228 |

|   | Qualification aux playoffs       |
|   | Participation aux playdowns      |
| F | Finaliste de la saison 2016-2017 |
| P | Promu de Nationale 1 2016-2017   |

### Coupe de France
À cause des nombreuses blessures, l'AB Chartres (L2F) décide de déclarer forfait pour le match de Coupe de France contre Hainaut Basket (Ligue féminine). Alors que cela doit être un match de gala, le coprésident Pierre Jarousse affirme que « C'est avec un grand regret que nous sommes contraints de déclarer forfait (...) On n'a pas l'effectif suffisant pour disputer ce match ». Car aux blessures des deux postes 3, Mathilde Combes et Axelle Rousseau, se sont ajoutées celles de Tiffany Clarke, Milena Marjanovic, Joëlly Belleka et Clara Frammery.
| Tour          | Date       | Match                        | Score   |
| 32e de finale | Exempt     | Exempt                       | Exempt  |
| 16e de finale | 28/10/2017 | AB Chartres - Hainaut Basket | forfait |